# 2010年世界房車錦標賽英國站
2010年世界房車錦標賽英國站是2010年度世界房車錦標賽的第六站賽事，正式比賽在2010年7月18日於英格蘭Brands Hatch上舉行。這是歷來第六次在英國舉行賽事。第一回合由雪佛蘭車隊的伊雲·梅拿勝出，第二回合由寶馬車隊的派奧勝出。